# Polícia Técnico-Científica (Amapá)
Predefinição:DIÁRIO OFICIAL DO ESTADO DO AMAPÁ N⁰ 7.282
A Polícia Científica é um órgão Operador de Segurança Pública do Estado do Amapá, desvinculado da Polícia Civil. Tem como função coordenar as atividades desenvolvidas pelas perícias criminais e Identificação civil e criminal do estado através dos seus respectivos órgãos. 
A Polícia Científica do Amapá é subordinada diretamente à Secretaria de Justiça e Segurança Pública e trabalha em estreita cooperação com as demais polícias estaduais.
A Polícia Científica do Amapá administra os seguintes Departamentos e Núcleos: 
- Departamento de Criminalística (DC)
- Departamento de Identificação Civil e Criminal (DICC)
- Departamento Médico-Legal (DML)
- Núcleo da Polícia Científica no município de Laranjal do Jari
- Núcleo da Polícia Científica no município Tartarugalzinho
- Núcleo da Polícia Científica no município de Oiapoque
- Núcleo da Polícia Científica no Município de Santana

Fonte: DOE N⁰ 7.282/2020